# Hidetoshi Nakamura
Hidetoshi Nakamura (中村 秀利, Nakamura Hidetoshi, 12 de julho de 1954 - 24 de dezembro de 2014) foi um dublador e ator japonês que trabalhou para 81 Produce.
Faleceu na véspera de natal de 2014 aos 60 anos.